# Белло, Кабир
Кабир Принс Белло (англ. Kabir Prince Bello; 21 июля 1983, Нигерия) — нигерийский футболист играет на позиции нападающего.

## Карьера

### Клубная
Профессиональную карьеру начинал в «Гомбе Юнайтед», далее играл за «Джаспер Юнайтед» и «Габрос Интернейшнл» после чего переехал в Иран. В 2003—2004 годах играл за «Мес». В 2004 году перебрался в «Сепахан», с которым в 2007 году выступал на Клубном чемпионате мира, где провёл 2 матча. В 2008 году переехал в Индонезию, где выступал за клубы «Перситара Норт Джакарта» и «Пеканбару». С 2011 по 2012 годы играл за бангладешский «Шейх Руссел», после чего вернулся в Индонезию.

### Международная
С 2004 по 2005 годы выступал за олимпийскую сборную Нигерии.

## Личная жизнь
16 Брахмана 1386 года по иранскому календарю или 5 февраля 2008 года по григорианскому в мечети города Исфахан Белло принял ислам шиитского толка 